# Cantre'r Gwaelod
Cantre'r Gwaelod, (gallese: "hundred del bassopiano") è un leggendario regno sprofondato nel mare che si dice occupasse un tratto della fertile terra tra Ramsey Island e Bardsey Island nella Baia di Cardigan nell'ovest del Galles.

## Mito
La capitale di Cantre'r Gwaelod era Caer Wyddno, sede del sovrano Gwyddno Garanhir. Ci sono molte versioni del mito. Il paese viene descritto cinto da mura ed era difeso dal mare dalla diga Sarn Badrig ("Argine di San Patrizio"). Due principi del regno erano incaricati di sorvegliare la diga. Uno di loro, chiamato Seithenyn, in una versione è descritto come un noto ubriacone e mangione. Per colpa della sua negligenza il mare superò le chiuse ed invase la terra.
Si dice che le campane della chiesa di Cantre'r Gwaelod suonino in caso di pericolo.

## Origini del mito
Il mito può essere un lontano ricordo del graduale innalzamento del livello del mare alla fine dell'ultima glaciazione. La sua struttura è comparabile col mito del Diluvio universale, ricorrente in quasi tutte le antiche culture. I resti della foresta inabissata di Borth e di Sarn Badrig nelle vicinanze possono essere state la base materiale su cui si è formata la storia. Non ci sono riscontri su una possibile presenza umana nei luoghi indicati dalla leggenda.

## Avvistamenti
Nel 1770 William Owen Pughe, uno studioso antiquario gallese, riferì di aver visto abitazioni sommerse circa 4 miglia (6,4 km) al largo della costa di Ceredigion tra i fiumi Ystwyth e Teifi.